# Járai János
Járai János (1620 körül – 1661. június 3.) unitárius lelkész, erdélyi magyar unitárius püspök 1661-ben.
1646–47-ben a kolozsvár-szentpéteri iskola rektora volt, ezt követően külföldi egyetemeken tanult. 1651-ben tért haza, majd Kolozsvárt volt tanár, 1655-től pedig plébános. 1661. április 7-én választották unitárius püspökké a dési szinóduson, de már júniusban elhunyt betegségben.
Egyházi dolgozatai azok az imák, melyeket a Solymosi Koncz Boldizsáréival együtt „Hetedszakai reggeli s estvéli könyörgések” címmel Kolozsvárt 1695-ben bocsátottak közre.